# Strumigenys fairchildi
Strumigenys fairchildi är en myrart som beskrevs av Brown 1961. Strumigenys fairchildi ingår i släktet Strumigenys och familjen myror. Inga underarter finns listade i Catalogue of Life.

## Bildgalleri

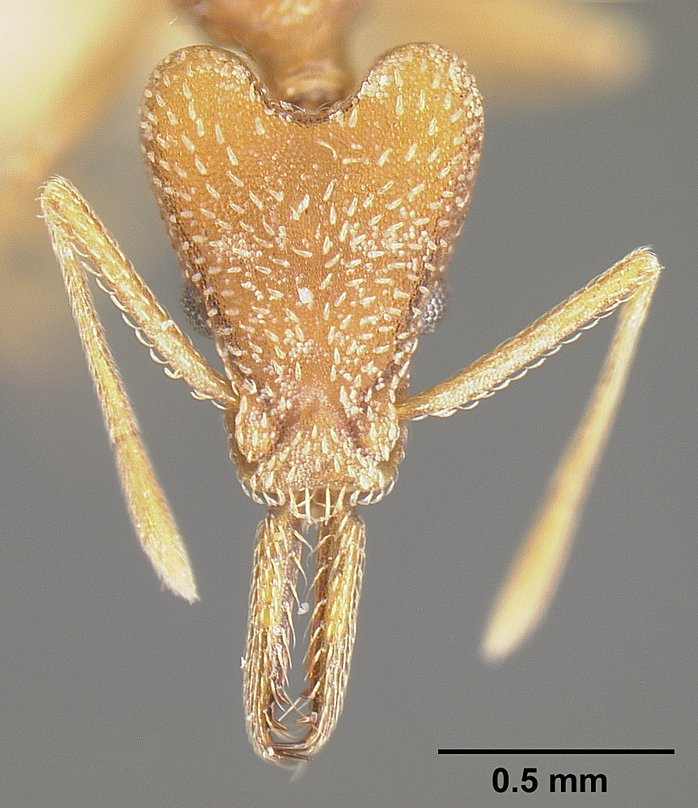
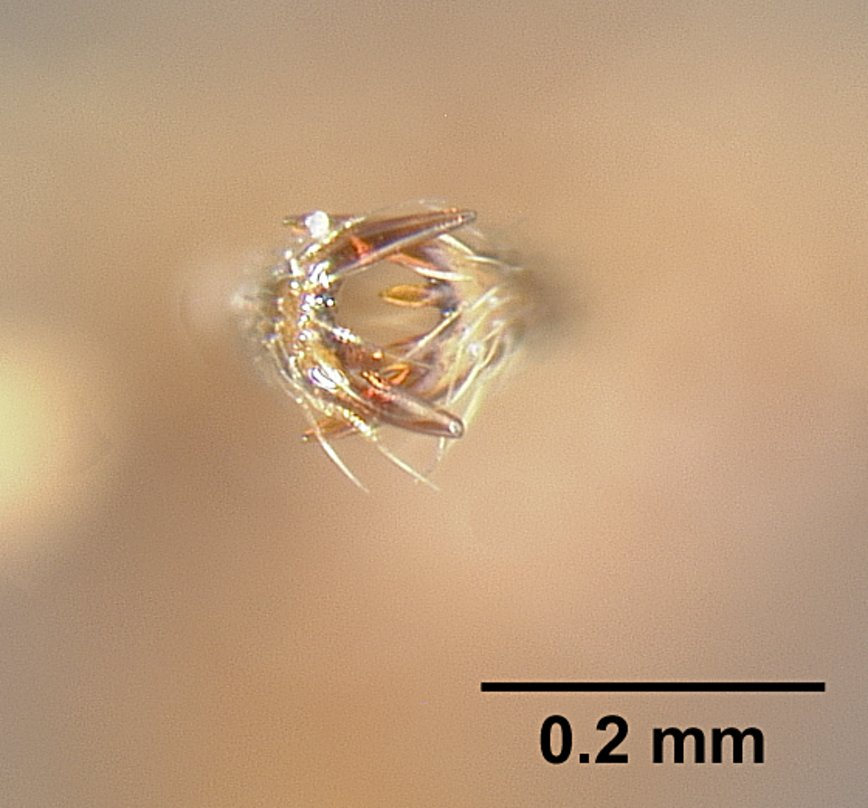
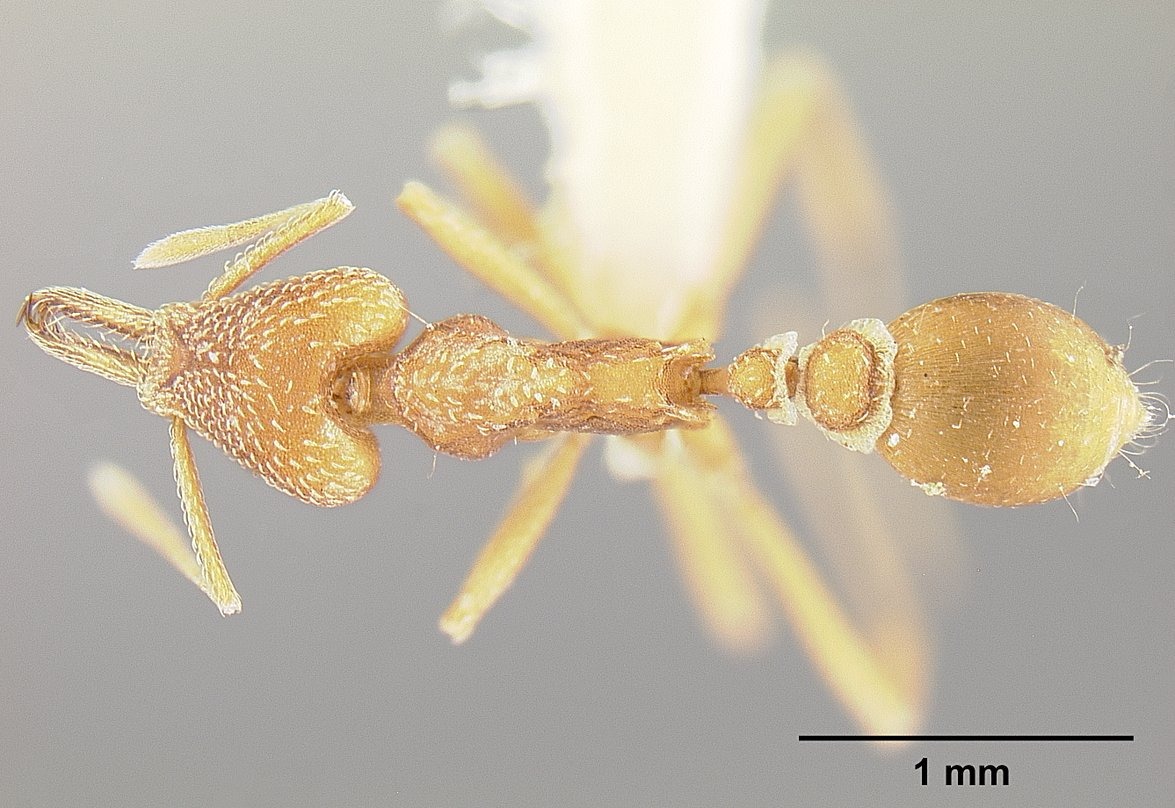
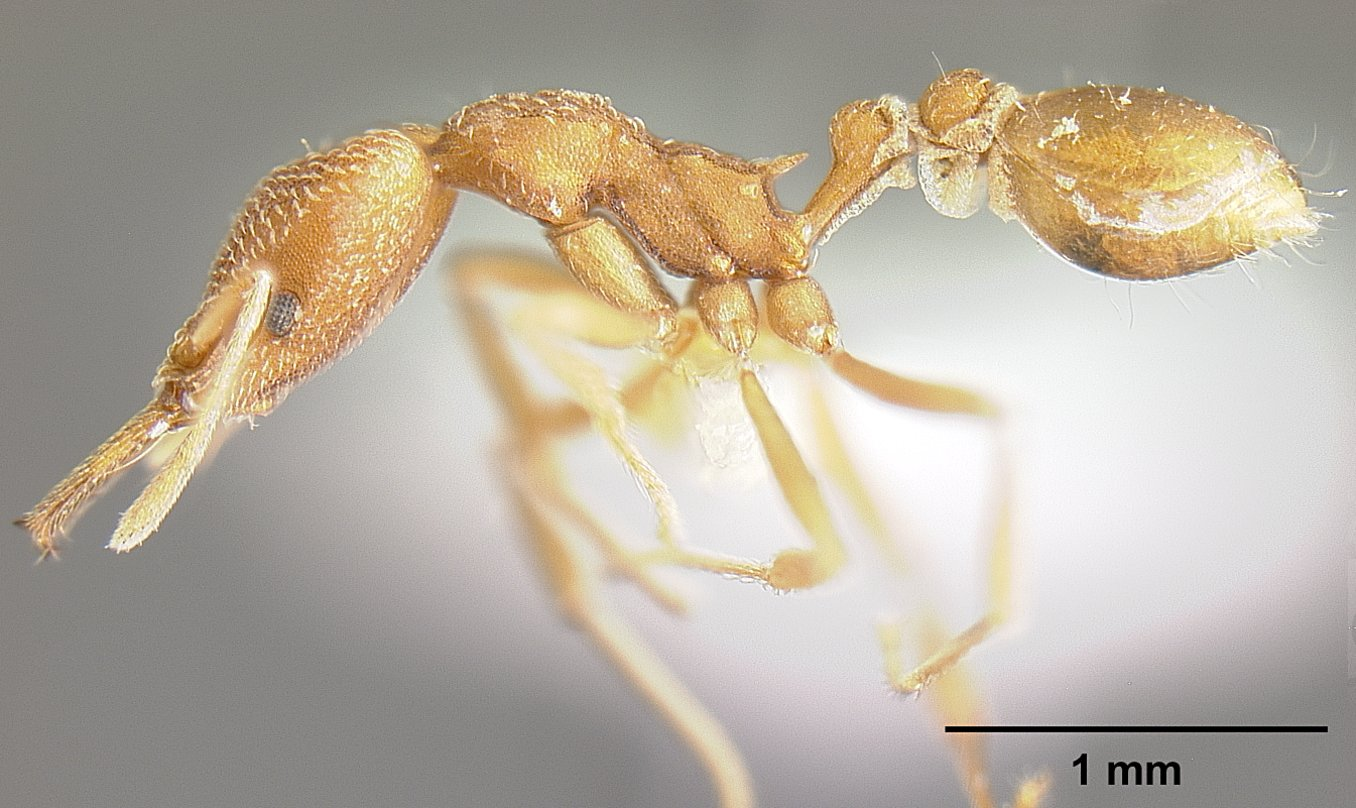